# 永福站 (中国铁路)
永福站位于中国广西壮族自治区桂林市永福县，湘桂铁路上，距离衡阳站408千米。该站建于1939年，现为三等站，2013年底衡柳铁路开通运营前，每日有十余次客运列车经停。在衡柳铁路开通运营后，永福站停止办理客运业务，原先经停该站的一部分客运列车改走衡柳铁路并在永福南站办理客运业务；另一部分客运列车继续走湘桂铁路，但取消在永福站停止办理客运业务。